# 조선민주주의인민공화국의 언론

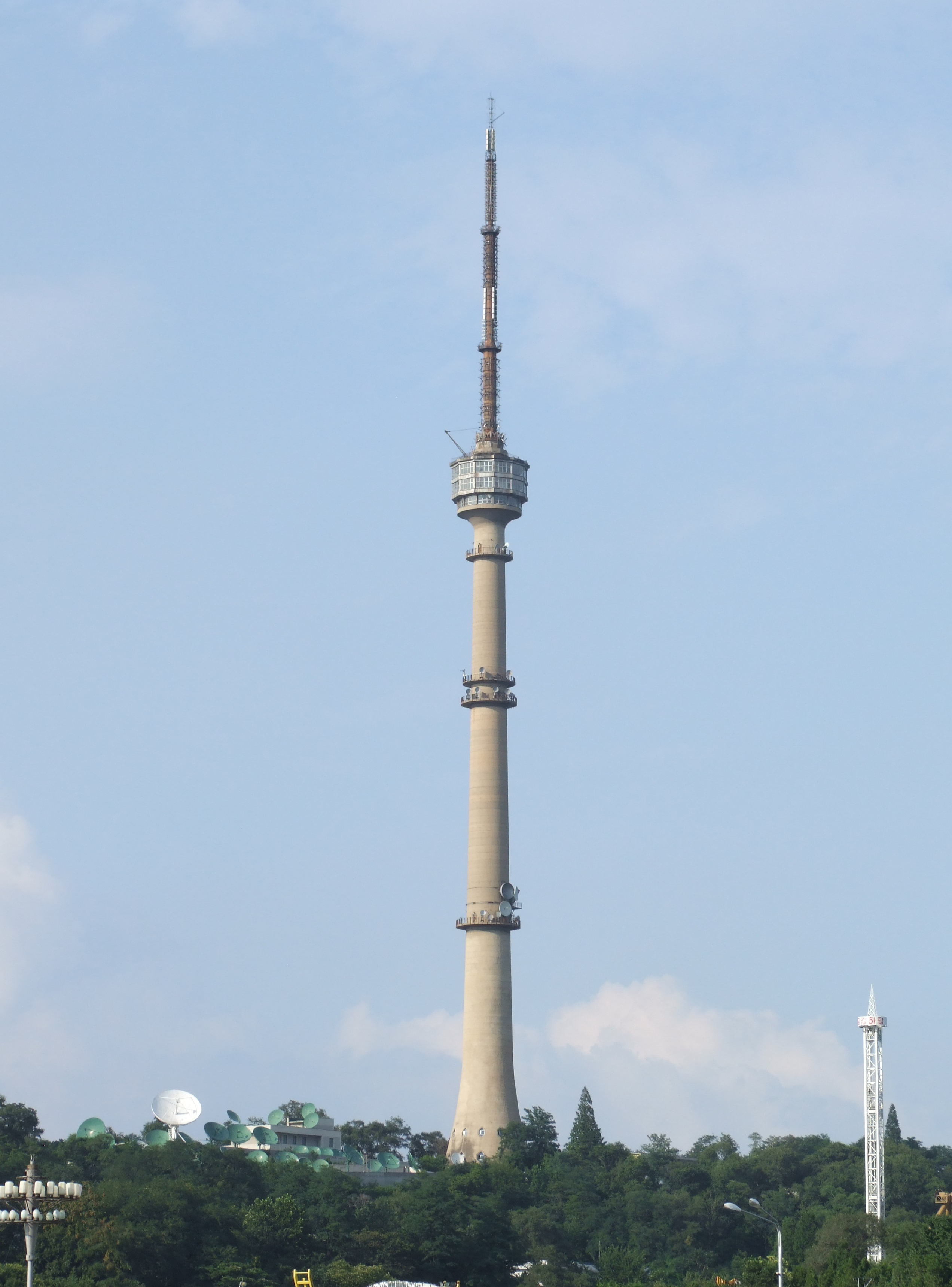

조선민주주의인민공화국의 언론은 신문, 잡지, 라디오 방송 등을 이루는 조선민주주의인민공화국의 언론이다. 사회주의 헌법(1992년, 개정판)에서는 "국가는 출판, 표현, 시위 등의 자유를 인정하고 있다."고 밝히고 있다. 그러나 언론이 제공하는 정보는 정부와 학교, 지역 기간 산업 기관 내에 대한 내용으로만 제공되고 있고 한정되어 있는 편이다. 또한 조선민주주의인민공화국의 언론은 유사시 (이를테면, 김일성·김정일의 사망, 용천역 폭발 사고 등)가 아니면 사건과 사고를 발표하지 않는 형태를 보이고 있다.

## 통신과 신문
조선민주주의인민공화국의 통신사는 "조선중앙통신사"가 유일하다. 이 통신사는 1948년 11월 1일에 "북조선통신사"로 이름을 지었으나, 나중에 "조선중앙통신사"로 이름을 이름을 바꾸었다.
조선중앙통신사는 세계 각국의 인쇄물과 텔레그래프를 통하여 다양한 뉴스를 전달하고 있으며, 한편, 영어, 중국어, 스페인어로 뉴스를 제공한다.
신문과 잡지로 「참고소식」과, 「조선중앙통신사」을 발간하고 있으며, 다른 나라와 교류하고 있다.
조선중앙통신사의 본사는 평양직할시의 보통강구역 경흥동에 있고, 1973년에 "세계언론인대회"의 상을 받았다.
주요 일간지는 대표적으로 조선로동당 기관지인 《로동신문》과 내각 기관지 《민주조선》, 그리고 김일성-김정일주의청년동맹 기관지 《청년전위》가 있다. 또, 10개의 지방지와 내각의 각 부서별로 발행하는 신문이 150종이 있다. 이 중 조선중앙방송에서 소개하는 중앙신문은 <로동신문>, <민주조선>, <청년전위>, <평양신문> 4개 신문이다. 조선민주주의인민공화국의 신문 중 무소속으로 발행하는 「통일신보」가 있는데, 이 신문은 주간으로 발행한다.
특수지로는 《조선인민군》이 있는데, 이 신문은 일간으로, 군관이나 군부대 군인들이 구독할 수 있다. 《평양시보》는 북조선의 대외홍보용 신문으로, 외국인들과 해외동포들을 대상으로 독자층을 구성한다. 이 신문은 영어와 프랑스어, 스페인어로 제작된다.

## 잡지
잡지는 조선로동당 중앙위원회에서 만드는 기관지 「근로자」 (당 기관지)와 「인민」 (정부 기관잡지), 「천리마」 (대중잡지)등이 있으며, 그 수가 현재 약 250여 종이 있는 것으로 알려졌다.
잡지는 대중잡지, 화보잡지, 문예잡지로 나뉘는데, 대부분 정치와 관련 있는 내용이 많으며 대부분 월간, 격월간이다. 조선민주주의인민공화국의 화보잡지는 《조선》, 《금수강산》, 《등대》가 있고, 문예잡지는 《조선문학》, 《아동문학》, 《청년문학》이 있다.
대중잡지인 《천리마》는 천리마 운동의 영향을 받아 제목을 정했으며, 1958년에 김일성 국가주석이 재미있는 잡지를 만들어달라고 요구한 것이 시초라고 한다. 2003년 현재 천리마는 지금까지 통권 500호를 발간하였다. 이 잡지는 문학예술출판사에서 출판하며, 내용은 교양, 상식, 만화, 수필 등을 게재하고, 가끔 선전화와 노래악보를 싣기도 한다. 근로단체출판사에서 발간하는 《조선녀성》은 본래 조선독립에 대한 이야기나 혁명군의 이야기를 바탕으로 만든 실화들을 제공하나, 최근에는 성향을 바꾸어 여성들의 옷차림이나 컴퓨터에 대한 상식기사를 제공하고 있다. 《조선문학》과 《청년문학》, 그리고 《조선예술》은 문학예술출판사에서 발간한다.
대외홍보잡지는 《우리 나라 무역》과 《오늘의 조선》, 《조선무역》과 《주체의 나라》 등이 있다. 이들은 한글로 제작되며, 대부분 외국에 나와 있는 해외동포들과 외국인에게 배포된다. 이들 잡지에는 외국인들이 이해하기 쉽게 영어로 발행하거나 프랑스어 나 스페인어 등의 외국어로 번역한다.
화보잡지인 《금수강산》과 《조선》, 《등대》와 《통일화보》는 컬러사진과 함께 고급용지로 발행한다. 《금수강산》이나, 《등대》, 《통일화보》 등은 정치적인 색체가 낮고, 건강상식과 해외동포들의 일상생활에 대한 기사나 북한 도시나 지방에 대한 홍보기사를 실는다. 어느 때는 역사인물소개나 역사에 대한 기사들을 게재한다. 《조선》이라는 화보는 정치적색체가 뚜렸한  대외화보용잡지로서, 북조선 정치나 특별기사, 조선지도자의 동정에 대한 내용이 많다. 이 잡지는 1948년에 인민출판사가 설립되면서 만들어졌다. 《조선》(정치홍보용)이나 《금수강산》, 《통일화보》. 그리고 《등대》는 외국어판으로 해외로 퍼진다.

## 출판사
조선민주주의인민공화국의 출판사는 신문사와 함께 잡지사, 그리고 통신사와 함께 운영하고 있으며, 신문과 잡지, 출판물들을 여러 가지 형태로 제작해서 배포하고 있다.
조선민주주의인민공화국의 대표적인 출판사는 약 50여 종인데, 가장 권위있는 출판사가 《조선로동당출판사》는 처음에는 이름이 《인민출판사》를 바꾸어 《조선로동당출판사》가 되었다. 이 출판사는 1946년에 김일성 주석의 지시에 따라서 평양종합인쇄공장과 함께 설립되었으며, 《근로자》와 《로동신문》을 발간한다. 주요출판물은 《김일성저작선집》과 《김정일전집》, 그리고 《조선로동당략사》와 《조선로동당간사》, 《인민들속에서》과 《항일빨치산참가자들의 회상기》 그리고 당정책을 해설하는 도서들을 발간하고 있다.
그 다음에 소개할 곳은 문학예술출판사이다. 문학예술출판사는 《문화전선》이라는 잡지를 처음으로 제작해서 배포한 문예도서 전문 출판사이다. 이 출판사는 장편소설 《총서 불멸의 력사》, 《총서 불멸의 향도》와 같은 김일성 주석과 김정일 국방위원장의 이야기를 바탕으로 제작하고 있으며, 2012년에는 김정은 조선로동당 위원장의 이야기를 다룬 《불의 약속》을 낸 적이 있다. 이 출판사는 잡지 《아동문학》과 《청년문학》,《조선예술》과 《조선영화》 등을 발간하고 있다. 그밖에《갈매기》,《조선문학사》등을 펴냈다.
또, 《과학백과사전출판사》는 《사회과학출판사》와, 《의학출판사》,《과학출판사》등을 모두 통합한 과학분야의 전문 출판사로서, 잡지 《조선어문》과 《철학연구》, 《력사과학》(옛날에는 고고민속이라고 불림)과 《조선고고연구》를 발간하고 있으며, 잡지 《사회과학》과 《정보기술》을 발간하고 있다. 주요출판물은 《조선사회과학론문집》,《문예론문집》, 《조선전사》, 《리조실록》과 《동의보감》이 있으며, 1983년과 1985년에는 각각 《근대조선력사》, 《현대조선력사》가 만들어졌다. 1970년대에는 북조선의 「로력영웅」 칭호를 받은 유명한 아나운서인 리상벽이 지은  《조선말화술》이 나왔다. 전체 30여 권 분량인 《조선대백과사전》이 나온 곳도 바로 과학백과사전출판사이다.
북조선의 출판사는 《금성청년출판사》와 《근로단체출판사》, 《조선인민군출판사》와 《공업출판사》, 《농업출판사》가 있으며, 각 부처별로 《건설출판사》와 《체육출판사》등의 출판사가 있고, 외국어로 번역하는 《외국문종합출판사》 등이 있다.
인쇄소는 1946년에 세워진 《평양종합인쇄공장》이 가장 오래되었으며, 《교육도서인쇄공장》, 《조선중앙통신사 인쇄공장》이 있다. 무소속 대변지 《통일신보》는 《조국사 인쇄공장》에서 제작된다. 《외국문종합출판사인쇄공장》은 중화인민공화국의 동백합영인쇄공장을 같이 설립하여 품질이 높은 인쇄물을 많이 제작한다. 2006년도에 평양시에 있는 《교육도서인쇄공장》은 대한민국의 지원을 받아 현대식으로 건물을 고치고, 인쇄기를 무상으로 지원받았다.

## 방송
북조선의 방송은 모두 조선중앙방송위원회에서 담당한다. 조선중앙방송위원회는 모란봉구역에 있는 《조선중앙방송탑》에 있으며, 당 중앙에서 직접 심의를 받는다. 북조선의 대표적인 방송으로는 《조선중앙방송》이다. 조선중앙방송은 채널 11번에서 방송되며, 화면방송과 음성방송을 동시에 하고 있다.
화면방송은 15시에서 23시까지 방송하고,광고물과 함께 뉴스, 시사논평, 여행기, 소개편집물, 련속편집물이 방송하고 있다. 만수대텔레비전방송과 개성텔레비전방송이 있으나, 개성텔레비전방송은 채널 8번에 방송되며 대한민국으로 전파를 항해 쏘는 텔레비전방송이다. 개성텔레비전방송은 남한의 텔레비전방송과 방식이 똑같기 때문에 북조선 사람들은 시청하기가 어렵다.
"만수대텔레비전방송"은 외화를 전문으로 하는 방송이며, "조선중앙방송"보다 오락성이 강하다. 주요 외국영화와 만화영화를 방송하는데, 외국영화중에서 《톰과 제리》나 《설녀이야기》가 가장 대표적이다. 1983년에 개국되었으며, 2013년에 체육텔레비전방송의 개국으로 잠시 전파를 멈췄으나 지금은 다시 방송하고 있다. 처음에는 황해남도 송림시와 남포특별시, 평안남도 평성시 일대에서 시청이 가능했지만, 2010년부터 케이블방송을 통하여 전국적으로 시청할 수 있게 되었다. 이밖에도 남한의 방송통신대학TV와 비슷한 《룡남산텔레비전방송》, 《체육텔레비전방송》등이 있으며, 지방에서는 9개의 방송국이 있다.

## 위성 TV 방송
위성방송으로는 《조선중앙방송 위성텔레비죤》이 있는데, 이 방송은 1998년 10월에 개국해 태국의 타이콤위성으로 송출해서 전파를 쏘았다. 처음에는 아시아가 주요 시청권이었으나, 이제는 아메리카에 있는 성취자들을 목표로 하고 있다.

## 일간지 및 방송국 목록
| 이름        | 내용 |
| ----------- | --- |
| 로동신문    | 조선로동당 중앙위원회 기관지. 1945년 11월 1일 창간, 6페이지                                                       |
| 청년전위    | 김일성 사회주의청년동맹 기관지. 1993년 11월 1일 제호 변경.                                                        |
| 민주조선    | 최고인민회의 및 내각 기관지. 최고인민회의에서 나온 공보.                                                          |
| 평양신문    | 평양직할시 당 인민위원회 기관지. 광고, 프로그램알람, 건강상식                                                     |
| 통일신보    | 조선민주주의인민공화국에서 유일 무소속대변지. 김정일 위원장의 활동 내용 및 논평, 고향소식과 건강상식 등           |
| 지방 일간지 | 조선민주주의인민공화국 지방 당 인민위원회 기관지. 개성신문과 함북일보, 강원일보 등 11개의 지방 신문, 평균 4페이지 |

| 이름           | 설명 |
| -------------- | --- |
| 조선중앙방송   | 북한의 라디오와 텔레비전방송, 지방까지 수신이 가능.                                                            |
| 만수대텔레비죤 | 평양직할시만 시청 가능. 러시아영화와 중국영화 같은 공산권 영화나 만화영화가 방송.                              |
| 룡남산텔레비죤 | 평양직할시와 개성시에서 방송 가능. 1996년 2월 16일 개국                                                        |
| 평양방송       | 러시아어, 에스파냐어, 영어방송도 실시. 1962년 8월 15일 조선중앙제2방송으로 개국하여, 평양방송으로 이름을 바꿈. |
| 평양FM방송     | 한국 (특히, 중부권)에서 청취 가능. 음악을 전문으로 방송하며, 대부분이 노래나 음악으로 편중됨.                  |

| 이름     | 설명 |
| -------- | --- |
| 천리마   | 천리마운동의 영향을 받아 1958년 12월에 창간. 학생, 여성, 일반근로자, 군인 등 광범위한 독자층. 100여 쪽  |
| 금수강산 | 월간 화보잡지. 영어, 러시아어, 프랑스어로 번역, 컬러사진과 흑백사진이 번갈아 게재.                      |
| 조선녀성 | 민녀 기관지. 여성들이 갖추어야 할 옷차림, 일반상식이 소개. 근로단체출판사에서 발행.                     |
| 조선문학 | 조선작가동맹 기관지. 단편소설, 시, 평론 등이 실림. 80여쪽 문학예술출판사에서 발간. 1953년 창간          |
| 조선예술 | 예술부문의 잡지, 영화 및 미술 음악에 관련된 기사를 게재. 가끔 노래악보가 실림. 본문 60여 쪽             |
| 근로자   | 조선로동당 기관지. 당 정책에 관한 글과 북조선 정치에 대한 내용, 당 간부용 정치학습에 대한 기사이 대부분 |
| 기타     | 농업근로자 외에 아동문학, 학생과학 등 이 있으며, 해외배포지로 「조선」, 「주체의 나라」등이 있음.       |

## 같이 보기
- 조선민주주의인민공화국의 검열
- 조선민주주의인민공화국의 선전
- 조선민주주의인민공화국의 통신
- 북한 언론 보도